# Vanka
Vanka est une nouvelle d’Anton Tchekhov publiée en 1884.

## Historique
Sur Vanka, les sources disponibles divergent. Première publication dans la revue russe Les Feuillets satiriques russe numéro 5 du 9 février 1884 sous le pseudonyme A.Tchekhonte ou dans la revue russe Le Journal de Pétersbourg, numéro 354 du 25 décembre 1886.

## Résumé
Vanka, neuf ans, orphelin, écrit une supplique à son grand-père pendant la nuit de Noël. Il a été placé comme apprenti à Moscou chez le cordonnier Aliakhine. Il est battu par son patron et les ouvriers. La nuit, alors qu’il a sommeil, il doit s’occuper du bébé et, s'il s'endort, il est battu. En outre, on ne le nourrit pas assez. Il voudrait tant rentrer chez lui, au village.
Sur la lettre, pliée en quatre, il indique «Grand-père au village, Constantin Joukov» : les garçons bouchers lui ont dit que c’est comme cela que les lettres partaient. Il rentre et rêve de son grand-père lisant sa lettre.

## Édition française
- Vanka, traduit par Madeleine Durand et Édouard Parayre, révision de Lily Dennis, Bibliothèque de la Pléiade, éditions Gallimard, 1967  (ISBN 978 2 07 0105 49 6).
- Anton Tchekhov, Le Violon de Rotschild et autres nouvelles, André Markowicz, traduit du russe, collection Point de retour, Alinéa, 1986  (ISBN 978 2 90463128 3)